# 南北行
南北行是香港昔日一種商行，主要經營東南亞及中國內地的貿易。
香港自開埠後至二戰前的時期，在國際貿易中擔當轉口港的角色，香港的華人商人主要從事三大行業：買辦、金山莊及南北行，三者都涉及對外貿易。買辦服務於外國洋行，金山莊經營涉及北美洲的貿易，南北行經營東南亞及中國內地的貿易。从事南北行的商行主要是将當時部份中國南部的貨物會經香港運到北部，或反之。由於南北行聚集於上環文咸東街與文咸西街，南北行也成為該處的地名。
南北行在第二次國共內戰结束前，一直是香港經濟重要支柱之一。當時南北行也兼營貨幣兌換、貨運保險及匯款等業務。而於19世紀末期，南北行約有三百多間，它們曾組織「南北行公所」聯繫。